# Бандырмаспор
Бандырмаспор (тур. Bandırmaspor Kulübü) — турецкий футбольный клуб из портового города Бандырма (ил Балыкесир), в настоящее время выступающий в Первой лиге, второй по уровню в системе футбольных лиг Турции. Домашние матчи команда проводит на стадионе «Бандырма 17 сентября», вмещающем 12 725 зрителей.

## История
В 1965 году «Имданюрду Генчлик» и «Мармара Генчлик», два любительских клуба города Бандырма, решили объединиться в один. Новый клуб был основан 5 июня и получил название «Балыкесир Бандырмаспор», а также бордово-белые цвета. Команда стала первой представительницей ила Балыкесир, выступавшей на профессиональном уровне. 
В своём первом сезоне (1965/1966) «Бандырмаспор» занял шестое место в Красной группе Второй лиги. А в следующем сезоне дошёл до полуфинала кубка Турции, где уступил измирскому «Алтаю». Первые два года команда принимала гостей на стадионе «Балыкесир Ататюрк» в Балыкесире, а в сезоне 1967/1968 перебралась на стадион «Бандырма 17 сентября» в своём городе. В том же сезоне «Бандырмаспор» вышел в четвертьфинал кубка Турции, где по сумме двух матчей уступил «Галатасараю» (0:0 дома и 0:2 в гостях).
По итогам сезона 1973/1974 «Бандырмаспор» вылетел из Второй лиги, но спустя год сумел вернуться обратно. В сезоне 1986/1987 команда заняла последнее место в группе B и опустилась в Третью лигу. В 1989 году «Бандырмаспор» выиграл группу 7 Третьей лиги, таким образом вернувшись во Вторую лигу. В 1993 году он вновь опустился в Третью лигу. Там он играл до 2005 года (лига к тому времени была уже четвёртым уровнем в системе футбольных лиг Турции, а не третьим как прежде), когда по итогам сезона и вовсе опустился в любительскую лигу.
В сезоне 2008/2009 «Бандырмаспор» вновь играл в Третьей лиге. На решающей стадии он занял второе место в своей группе, уступив лидерство по дополнительным показателям своему принципиальному сопернику «Балыкесирспору». Но спустя год он стал чемпионом лиги, таким образом завоевав путёвку во Вторую лигу. Через год «Бандырмаспор» уже боролся за повышение в Первую лигу, но 22 мая 2011 года в финале плей-офф был разгромлен «Сакарьяспором» со счётом 1:5. В некоторые следующие сезоны команда выходила в плей-офф, но не доходила даже до финала. Наконец в сезоне 2015/2016, последовательно одолев «Хаджеттепе» (0:1 в гостях и 2:0 дома) и «Истанбулспор» (1:0 дома и 2:0 в гостях), «Бандырмаспор» 21 мая в финале переиграл «Гюмюшханеспор» со счётом 2:0 и вышел в Первую лигу. В сезоне 2016/2017 команда до последнего тура боролась за выживание, но не сумев переиграть в гостях «Самсунспор» (0:0), опустилась на предпоследнее место и вылетела. В 2020 году «Бандырмаспор» стал победителем Красной группы Второй лиги и вернулся в Первую лигу. 
В сезоне 2021/2022 «Бандырмаспор» занял третье место в чемпионате, тем самым получив преимущество в плей-офф за выход в Суперлигу. Одолев в полуфинале «Эюпспор» (0:1 в гостях и 3:0 дома), клуб встретился в финале 2 июня на нейтральном поле в Измите с «Истанбулспором». «Бандырмаспор» уступил со счётом 1:2. Спустя три года команда вновь играла в финале плей-офф за выход в Суперлигу, преодолев на пути к нему сопротивление «ББ Эрзурумспора» и «Болуспора». 29 мая 2025 года на нейтральном поле в городе Адапазары «Бандырмаспор» уступил в дополнительное время «Фатиху Карагюмрюку» со счётом 1:3.